# アルノー・ド・ボルシュグラーブ
アルノー・ド・ボルシュグラーブ Arnaud de Borchgrave (1926年10月26日 - 2015年2月15日) は、国際政治を専門とする、アメリカ人ジャーナリストである。雑誌ニューズウィークによる長いキャリアの後、彼はワシントン・タイムズとUPI通信社を含む、統一教会と関連した報道機関の重要な編集職と、UPI通信社の最高経営責任者を含む管理職の地位を歴任した。また、彼はジャーナリストとしての活動以外にも、その豊富な経験と知見を活かし、米国国防総省及び対外情報機関と連携しつつ、軍事・諜報を中心に研究する保守系シンク・タンクの上級顧問として、テロリズム、メディア分析、サイバー安全保障、地政学的にはアフガニスタン、中東、パキスタン、東アジア、西ヨーロッパの多岐に亘る分野の専門家として助言、監修及び報告書の執筆等にも携わっている。
ロスチャイルド家と姻戚関係にあったことが知られている。

## 来歴

### 生い立ち
英国陸軍少将チャールズ・ビアー・フェラーズ・タウンゼンド卿の娘、オードリー・ドロシー・ルイーズ・タウンゼンドと、第二次世界大戦中ベルギー亡命政府、軍事諜報機関トップでベルギーの伯爵、ボードワン・ド・ボルシュグラーブ・ダルテナとの間にベルギーで生まれた。アルノー・ド・ボルシュグラーブはベルギー、英国とアメリカ合衆国で教育を受けた。彼は、家出をした後、偽造書類を使用し、15歳から英国海軍（1942年から1946年）に入隊し、勤務した。彼は1951年に貴族の爵位をあきらめた。

### 第二次世界大戦後
1947年に、彼はユナイテッド・プレス(UP)のブリュッセル支局マネージャーに任命された。そして、3年後に、彼はニューズウィークのパリ支局チーフ、そしてその主任特派員になった。
1953年に、彼はその雑誌の編集主任となった。ニューズウィーク元編集長、オズボーン・エリオットは、かつて以下のように語った:
| 「 | 「他のいかなるジャーナリストにも知られていない世界情勢で、ド・ボルシュグラーブは役割を果たしてきた。彼は、数々の世界的指導者の琴線に触れることができた...主要な政策担当者と彼との親交にもかかわらず、彼は紛争のいずれかの側に身を揃えた例しがない ...アルノー・ド・ボルシュグラーブは、世界平和と理解に多大な貢献をした。」 | 」 |

### 第三次中東戦争・ベトナム戦争
ニューズウィークの特派員として、ド・ボルシュグラーブは、世界の指導者との数々のインタビューを勝ち取った。1969年、彼はエジプトのナセル大統領とイスラエルのレビ・エシュコル首相の双方にインタビューを行った。1972年10月、ベトナム戦争の最中に、彼は最も有名なインタビューを行った。そして、北ベトナムの首相と政治局メンバー、ファン・バン・ドンと話すためにハノイへ旅立った。そのインタビューの中で、ドンは提案されている、パリ和平協定の「移行期に於ける連立」条項について述べた。 これは連立政権に関与、対処することに南ベトナム側の懸念を惹起し、おそらく、南ベトナム側の拒絶の役割を果たした。

### 最高経営責任者
1985年3月20日にワシントン・タイムズの編集長に任命された。ド・ボルシュグラーブはその後、大幅に削減されたUPI通信社 (彼の初期のキャリアの雇用者) の最高経営責任者（CEO）を務めた。1990年代後半、機関の所有権の残りの部分を、サウジアラビアの投資家グループに売却した。その役割の中で、ド・ボルシュグラーブは、ユナイテッド・プレスが1930年代に開始したニュース放送事業からの撤退のために、残された最後の大きな隙間を埋め、統合した。ド・ボルシュグラーブは、「第二次世界大戦前の、UPIの輝かしい先駆的な業績は何だったか。私は、ここまで行ってきたラジオのニュースは、今や活力を失っていることを危惧していた。きっと間違いなく、将来のための私の計画に適合しない。」と主張した。彼は一般的なニュースよりも、技術的、外交的専門性の高いニュースに、もっと焦点を当て、ニュースレターサービスのインターネットベースの配信にUPIの枯渇資源を転換していくことを模索した。UPIは、このように、かつてのライバルAP通信に、いまだ意義深いラジオ・ネットワークと、放送網の顧客名簿を売却した。
翌年、ド・ボルシュグラーブはニュース·ワールド·コミュニケーションズに対する、さらに縮小されたUPIの売却に際し、鍵となる役割を演じた。この国際的ニュースメディア組織は、統一教会指導者、文鮮明によって1976年に設立された。文鮮明は、ド・ボルシュグラーブが以前に勤務した、ワシントン・タイムズの創設者でもある。

### 有識者として
ド・ボルシュグラーブはUPIの最高経営責任者（CEO）を退任後、この二つの統一教会系メディアの両方との関係を保持した。「編集顧問」として、ワシントン・タイムズとUPIにおいて、定期的コラムをいずれか、または両方によって公表した。彼はまた、戦略国際問題研究所 (Center for Strategic and International Studies (CSIS))の上級顧問であり、同研究所のプロジェクト、国境を越えた脅威（TNT-Transnational Threats）の総括責任者を務めている。 また彼は、日刊オンライン誌、ザ・グローバリストに寄稿している。
モーリー・セイファーの「フラッシュバック」によれば、ボルシュグラーブは、１９８１年のジェレミア・デントン上院議員の小委員会において、パム・ズァン・アン (タイム社従業員、サイゴンに拠点を置くベトコン・スパイ、北ベトナム側の将軍) の「工作員は、西側報道機関に対し、偽情報を流すことを任務としていた。」と証言した。セイファーはそれを否定し述べた。彼のベトコンのボス達はとても明確に考えていた、そして彼らはむしろ、彼らに情報の供給を求めた。彼は、偽情報を植え付けた。

### 作家、私生活
ド・ボルシュグラーブは、ロバート·モスとベストセラー小説「スパイク(小説)」（1980）を共同執筆した。彼はまた、ニュースマックスに、時おり記事を書いている評論家でもある。 彼は、以前の２回の結婚に続き、１９６９年に大使で作家、ヘンリー・セラーノ・ヴィラードの娘、アレクサンドラ・ヴィラード・ド・ボルシュグラーブと結婚した。 アレクサンドラ・ヴィラードは、美貌の持ち主であり、当時社交界の華であった。 彼女の曾祖父の鉄道王、ヘンリー・ヴィラードの伝記の執筆を含む作家であり、写真家でもある。

## 盗作疑惑
2012年5月17日に、エリック・ウェンプル (ワシントン・ポストのブロガー) は、ワシントン・タイムズのド・ボルシュグラーブのコラムが、彼のシンク・タンクでの仕事を反映した相似性と、いくつかの彼の文章の独創性について疑問を提起し、ド・ボルシュグラーブのコラムと、他の発表された資料の要素との類似点をあげた。ウェンプルは、ド・ボルシュグラーブのそれらを説明するだけでなく、関係する他のいくつかの組織による類似点について表される疑いを含めた。 他にも、ニュース・ウェブサイトのサロン(ウェブサイト)は、新聞関係者はウェンプルの調査のほぼ1年前に、ド・ボルシュグラーブの盗作を知っていた、と匿名のタイムズの職員は主張していたこと、性急に、コラムを再開するより前に、任意の懲戒処分をせずにド・ボルシュグラーブのコラムを中止したことを報告した。 ド・ボルシュグラーブは疑惑を否定し、本の執筆休暇のため、彼のコラムが中断されたと主張した。  ワシントン·タイムズは、新聞が彼の作品に対する調査を実施する間、ド・ボルシュグラーブのコラムは、彼が自身の回顧録の完成に取り組むため、休載すると発表した。  ド・ボルシュグラーブの最近のコラムの一部は、後にワシントン・タイムズのウェブサイトから削除された。 CSIS (戦略国際問題研究所) は、ド・ボルシュグラーブに対する独自の調査における作業を、その名の下に公開したと発表した。

## 著書
- 『ザ・スバイク』 アルノー・ド・ボルシュグラーブ、 ロバート・モス共著 (New York: Crown Publishers, 1980 ISBN 0517536242).

## 論文
- 『サイバー空間に対する脅威と情報セキュリティ：21世紀のチャレンジ会議』アルノー・ド・ボルシュグラーブ、フランク・J・シラフォー、シャロン・L・カーダッシュ、ミケーレ・レジャーウッド、戦略国際問題研究所 国土防衛プロジェクト、 (戦略国際問題研究所、2001年5月、ISBN 0892063882).

“*『FATA－最も危険な空間：パキスタン部族地域におけるテロと、闘争的挑戦への応酬』” (英語).   シュジャ・ナワツ、アルノー・ド・ボルシュグラーブ、戦略国際問題研究所 国境を越えた脅威プロジェクト. 2013年9月2日閲覧。 “(戦略国際問題研究所出版局、2009年1月).”
- 『直面する不確実な脅威：アルカイダと関連運動の未来』、トーマス・サンダーソン、リック・オジー・ネルソン、ベン・ボデュリアン、デビッド・ゴードン、寄稿：アルノー・ド・ボルシュグラーブ、ホアン・ザラーテ、戦略国際問題研究所 国境を越えた脅威プロジェクト、 (戦略国際問題研究所出版局、2011年9月7日ISBN 978-0-89206-667-4 (pb)).

## 参照
1. ↑  http://www.sourcewatch.org/index.php/Arnaud_de_Borchgrave
2. 1 2  CSIS.org Biography
3. ↑  David Icke --and the Truth Shall Set You Free Bridge of Love, 1996 p.422.
4. ↑  http://www.william1.co.uk/w89.htm Accessed 8 September 2011.
5. ↑  “The Foreign Correspondent”. Washington Post. (1980年5月13日)
6. ↑   All American Speakers biography
7. ↑   CSIS Press Release
8. ↑  “ベトナム和平パリ協定全文(日本語訳文)”.   パリ和平協定締結国. 2013年9月2日閲覧。 “ベトナムの戦争終結と平和回復に関する協定(日本語訳文)”
9. ↑  “UPI Radio: 40 Years Of Sound”. Radio World.   IMAS Publishing (1999年). 2012年5月17日閲覧。
10. ↑  C-SPAN Washington Journal 11 June 2007[リンク切れ]
11. ↑   Author Biography, The Globalist 2012年5月3日閲覧。
12. ↑  Flashbacks, Morley Safer, 1990, St Martin's Press / Random House 1991
13. ↑  NewsMax Pundits
14. ↑  “Alexandra Villard Married to Editor”. The New York Times. (1969年5月11日)
15. ↑  http://www.alexandravillard.com/02.html
16. ↑  http://alexandravillard.com/
17. ↑  “Washington Times columnist: Originality deficit?”. Erik Wemple.   Washington Post (2012年). 2012年5月17日閲覧。
18. ↑  Coverup at Washington Times, Salon, 17 May 2012
19. ↑  https://www.google.com/hostednews/afp/article/ALeqM5gvjjVQy9GHuU6qHMe1yQobLghg6w?docId=CNG.20c454ffc5866faad328e80510823121.111
20. ↑  https://www.washingtonpost.com/blogs/erik-wemple/post/arnaud-de-borchgraves-recent-columns-go-offline/2012/05/23/gJQAlzetkU_blog.html
21. ↑  https://www.washingtonpost.com/blogs/erik-wemple/post/csis-to-investigate-arnaud-de-borchgraves-writings/2012/05/18/gIQArcTKZU_blog.html